# Buitenwoel
Buitenwoel is een wijk aan de noordwestzijde van de plaats Veendam. De wijk bestaat uit de buurten Zilverpark, Gildenbuurt, Golflaan en de Eilanden. Het stadion van de voormalige betaaldvoetbalclub SC Veendam ligt in de wijk.

## Geschiedenis

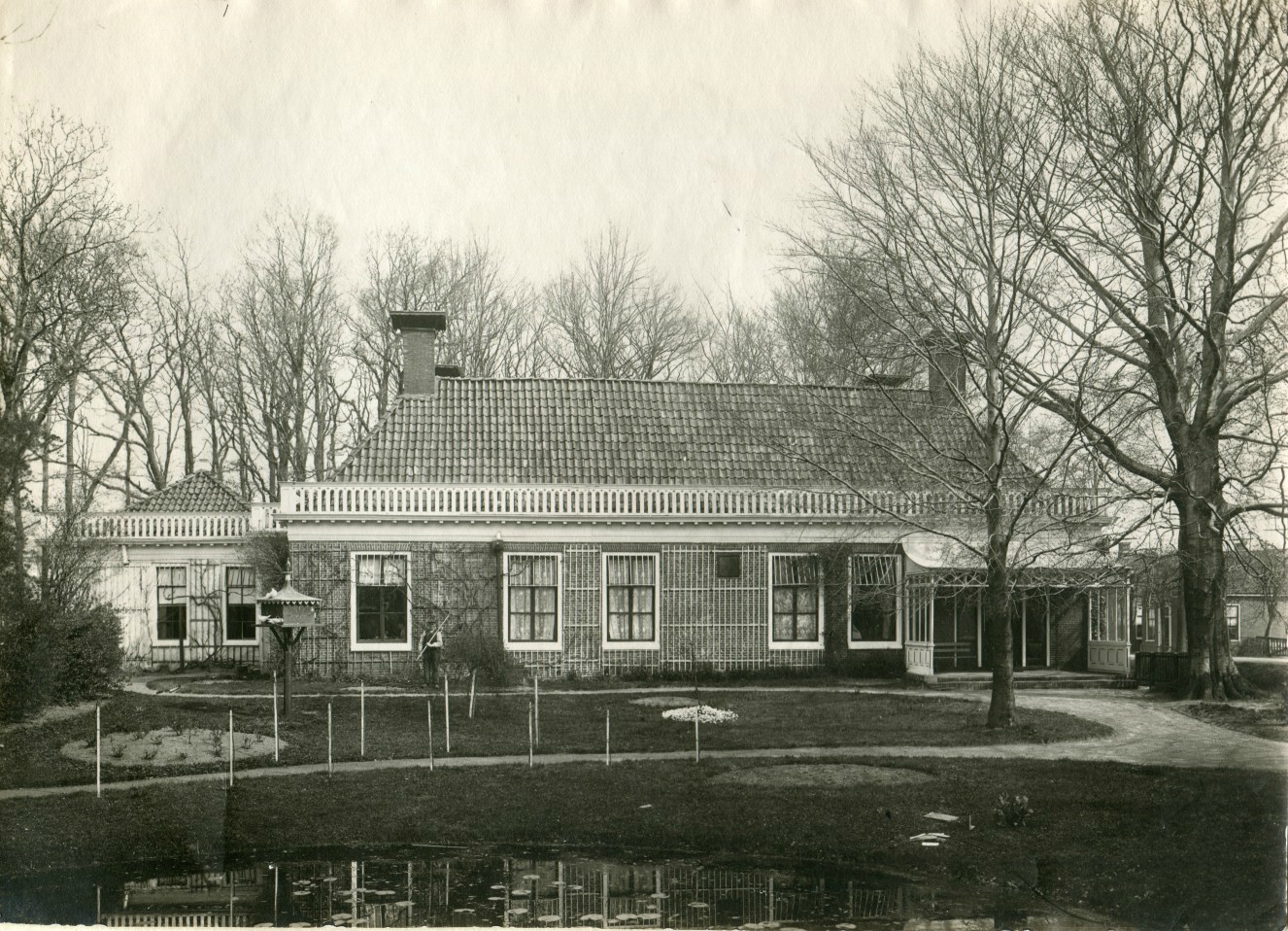
Veenborg (Oud) Buitenwoel begin 20e eeuw. Afgebroken in 1908.

De naam van de wijk verwijst naar het buitenhuis (veenborg) Buitenwoel dat was gelegen aan het Westerdiep. In de jaren 80 werd in de Gildenbuurt begonnen met de bouw van de eerste woningen. Hier verrees ook een vestiging van de scholengemeenschap Winkler Prins.
In de jaren 90 werd op een deel van het voormalige sportpark de buurt Zilverpark gebouwd. Daarna werd begonnen met de aanleg van de Golflaan als nieuwe ontsluiting voor Golfclub De Compagnie. De Golflaan werd de naam van een volgende buurt van Buitenwoel. Hier ligt onder andere een basisschool. Vanaf 2006 werd begonnen met de bouw op de Eilanden. Dit deel van de wijk bestaat uit drie eilanden, Het Bastioneiland, het Dijkeneiland en het Golfeiland. Op het eerstgenoemde en het laatstgenoemde eiland wordt inmiddels gewoond.
In 2013 kwam het Golfeiland in het nieuws toen bleek dat van 16 bouwkavels de grond kadastraal niet aan de bewoners behoorde. De gemeente Veendam had grond verkocht die van ontwikkelaar Geveke was.

## Buurten
- Gildenbuurt
- Zilverpark
- Golflaan
- Bastioneiland
- Dijkeneiland
- Golfeiland

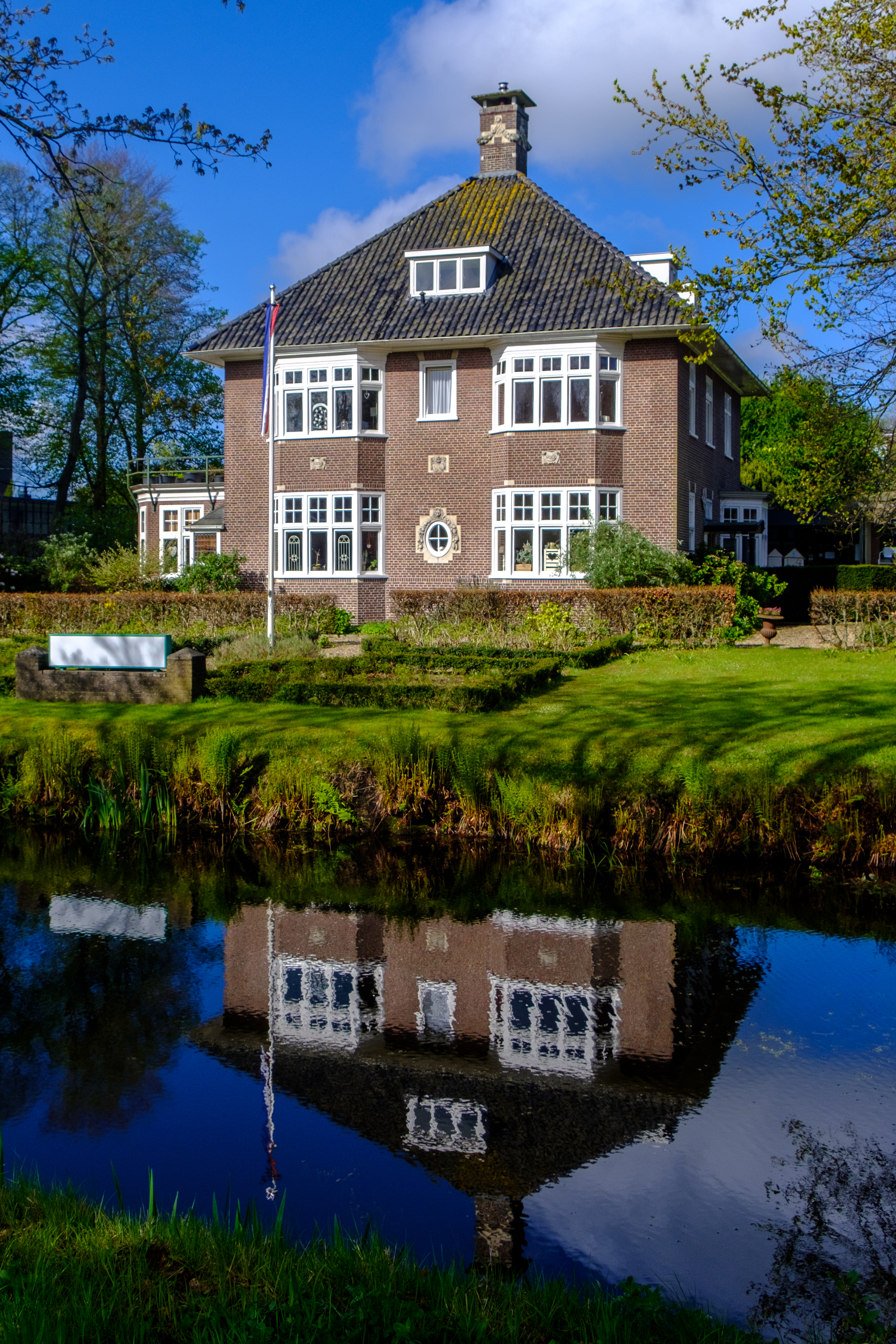
Villa (Nieuw-)Buitenwoel aan de Buitenwoelkade. Gebouwd in 1911 voor de burgemeester van Veendam jonkheer Eltjo van Beresteyn naar ontwerp van (bevriend) architect Jan Stuivinga iets ten zuiden van de plaats van de in 1908 afgebroken veenborg (Oud-)Buitenwoel.